# Luís Maria do Couto Albuquerque e Cunha
Luís Maria do Couto de Albuquerque e Cunha (Lisboa, 25 de outubro de 1828 — ilha de São Tomé, 3 de maio de 1880), também conhecido por Luiz Maria da Cunha, foi director das alfândegas de São Tomé e Príncipe, administrador colonial e um dos mais influentes políticos naquela colónia. Desdicou-se à história e foi sócio-correspondente da Academia Real das Ciências de Lisboa.

## Biografia
Foi fidalgo da Casa Real, sendo nomeado director das alfândegas da ilha de São Tomé e presidente da comissão permanente das pautas das alfândegas da Província de São Tomé e Príncipe. Em São Tomé exerceu múltiplos cargos políticos e administrativos, entre os quai os de presidente da comissão administrativa da Santa Casa da Misericórdia da cidade de Sã Tomé, vogal da Junta Protectora dos Escravos Libertos e procurador à Junta Geral do Distrito.
Dedicou-se aos estudos de história, sendo eleito associado provincial da Academia Real das Ciências de Lisboa. A sua principal obra intitula-se Memorias para a historia da praça de Mazagão, a qual foi revista por Levy Maria Jordão, e publicada pela Academia Real das Ciências de Lisboa em 1864. Estas obra contêm notícias importantes sobre Mazagão, a última praça que os portugueses mantiveram no noroeste da África.
Foi pai da escritora e actriz Ana de Albuquerque, esposa do general Luís da Câmara Leme.

## Obras publicadas
Entre outras é autor das seguintes obras:
- Memorias para a historia da praça de Mazagão. Academia Real das Ciências de Lisboa, Lisboa, 1864.
- O escravo branco ou o companheiro do pae Thomaz (adaptação de obra de Richard‏ Hildreth). Imprensa de J. J. A. Silva, Lisboa, 1854.